# Jatibonico
Jatibonico är en ort i Kuba.   Den ligger i provinsen Provincia de Sancti Spíritus, i den centrala delen av landet, 400 km öster om huvudstaden Havanna. Jatibonico ligger 71 meter över havet och antalet invånare är 19 644.
Terrängen runt Jatibonico är platt. Runt Jatibonico är det ganska tätbefolkat, med 54 invånare per kvadratkilometer. Närmaste större samhälle är Taguasco, 11,3 km nordväst om Jatibonico. Trakten runt Jatibonico består till största delen av jordbruksmark.